# Niki Aebersold
Niki Aebersold [uitspraak: 'eːbərsɔlt] (Freimettigen, 5 juli 1972) is een voormalig Zwitsers wielrenner. Hij was beroepsrenner van 1996 tot en met 2005.

## Biografie
Hij begon zijn loopbaan bij PMU Romand. Na één seizoen kon hij aan de slag bij het Post Swiss Team, waarvoor hij twee seizoenen zou uitkomen. Tijdens deze twee seizoenen won hij onder andere drie ritten in de Ronde van Zwitserland. In 1998 werd hij tevens Zwitsers kampioen op de weg en werd hij vijfde op het Wereldkampioenschap wielrennen 1998 in Valkenburg. Zijn goede prestaties leverden hem een transfer op naar het Nederlandse Rabobank.
Verder behaalde Aebersold ook nog een zesde plaats op het WK 2000 in Plouay.
Nadien reed Aebersold nog twee jaar voor Team Coast en drie seizoenen bij Phonak Hearing Systems, om zijn carrière in 2005 daar ook af te sluiten. In 2004 behaalde hij wel nog een etappeoverwinning in de koninginnenrit van de Ronde van Zwitserland.
In totaal behaalde Aebersold 16 zeges op de weg.

## Belangrijkste resultaten
| 2004 - 1e - etappe 6 Ronde van Zwitserland - 1e - bergklassement Ronde van Zwitserland 2003 - 3e - Zwitsers kampioenschap op de weg, Elite 2002 - 3e - GP Lugano 2001 - 2e - Milaan-Turijn - 8e - Kampioenschap van Zürich 2000 - 6e - WK 1999 - 6e - Luik-Bastenaken-Luik - 7e - Ronde van het Baskenland - 10e - Catalaanse week | 1998 - 1e - Zwitsers kampioenschap op de weg, Elite - 1e - etappe 8 Ronde van Zwitserland - 1e - etappe 10 Ronde van Zwitserland - 1e - etappe 2 Ronde van Oostenrijk - 1e - Milaan-Turijn - 5e - WK - 5e - Japan Cup 1997 - 1e - etappe 1 GP Wilhelm Tell - 1e - etappe 10 Ronde van Zwitserland - 3e - Zwitsers kampioenschap op de weg, Elite 1995 - 1e - etappe 6 Regio Tour |

## Resultaten in voornaamste wedstrijden
| Jaar | Ronde van Italië | Ronde van Frankrijk | Ronde van Spanje |
| ---- | ---------------- | ------------------- | ---------------- |
| 1998 |                  |                     | 27e              |
| 1999 |                  |                     | 20e              |
| 2000 | 68e              |                     |                  |
| 2001 |                  |                     | 90e              |
| 2002 |                  |                     |                  |
| 2003 |                  |                     | 144e             |
| 2004 | 41e              |                     |                  |

| Jaar | Milaan-San Remo | Amstel Gold Race | Luik-Bast.‑Luik | Ronde van Lombardije |  | WK op de weg |  | Wereldranglijsten |
| ---- | --------------- | ---------------- | --------------- | -------------------- |  | ------------ |  | ----------------- |
| 1998 |                 |                  |                 | 24e                  |  | 5e           |  |                   |
| 1999 |                 |                  | 6e              |                      |  | 22e          |  |                   |
| 2000 |                 |                  | 22e             |                      |  | 6e           |  |                   |
| 2001 | 97e             | 26e              | 58e             | 25e                  |  | 20e          |  | 30e (UWB)         |
| 2002 | 65e             |                  |                 |                      |  | 102e         |  |                   |
| 2003 |                 |                  |                 |                      |  | 80e          |  |                   |
| 2004 | 170e            |                  |                 |                      |  |              |  |                   |